# Victor-Nicolas Goudot
Victor-Nicolas Goudot, francoski general, * 1876, † 1964.